# Мещерский, Алексей Павлович
Алексе́й Па́влович Меще́рский (1867—1938) — российский банкир и промышленник, один из владельцев и директор-распорядитель Сормовского и Коломенского (1902—1918 гг.) заводов, объединивший их в трест «Коломна-Сормово». Его называют «русским Фордом».

## Биография
Родители Мещерского рано умерли, после их смерти его опекуном стал старший брат Александр.
Окончил военный корпус в Москве, затем Санкт-Петербургский горный институт в 1890. После получения образования работал на уральском Богословском горном заводе, затем на Коломенском машиностроительном заводе инженером. В 1896 г. Мещерский переходит старшим инженером Сормовского завода. С приходом Мещерского завод был полностью модернизирован, отношения с рабочими были построены по западному образцу (корпоративный дух в сочетании со строгой дисциплиной). Во время революции 1905 г. он сумел перевести конфликт в Сормово в переговорное русло. Коллежский советник (1904), статский советник (1913).
В 1908 состоял в распоряжении правления общества Коломенского машиностроительного завода. Член правлений и директор-распорядитель акционерного общества железоделательных, сталелитейных и механических заводов «Сормово», общества Коломенского машиностроительного завода, Белорецких железоделательных заводов, член правлений Выксунских горных заводов, Русского судостроительного акционерного общества, общества механических заводов Бромлей, «Шестерня-Цитроен», «Океан» и других крупных предприятий. Организатор концерна «Коломна—Сормово» (1913), один из организаторов и директоров Международного коммерческого банка в Петербурге.

## После Февральской революции
В феврале 1917 года купил пустующий особняк Кусевицких. Мещерский, живший до этого в Петрограде, оставил семью и переехал в Москву с молодой возлюбленной Еленой Гревс — женой известного столичного нотариуса. По воспоминаниям дочери Мещерского Нины Кривошеиной, вместе с Еленой Исаакиевной в особняке поселились и дети Гревса от прежних браков, «сразу завелись там две собаки, ряд приживалок, и… мой отец почувствовал себя наконец вполне счастливым, покинув в течение трёх дней прежнюю семью и, главное, свою первую жену, с которой никогда не был счастлив»; жили они в Глазовском «широко, всё было, что надо, и больше того».

## После Октябрьской революции

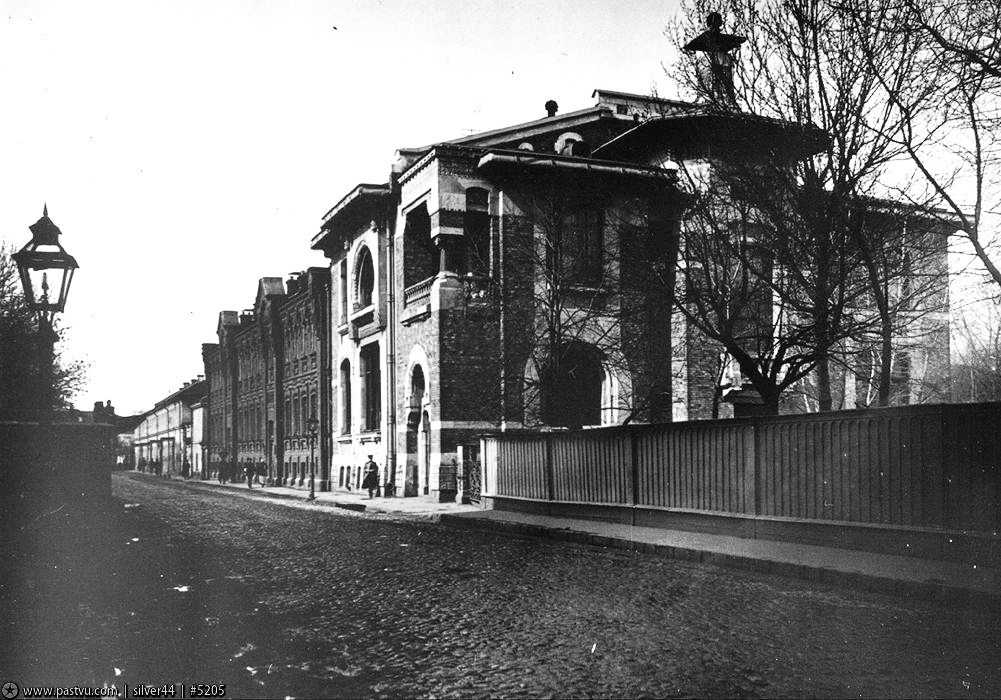
Особняк Мещерского в Глазовском переулке. Фото 1913—1914 годов

После Октябрьской революции В. И. Ленин начал переговоры с рядом крупных промышленников о создании смешанных государственно-капиталистических трестов. В ноябре 1917 года подобные переговоры стали вести и с Мещерским: на базе объединённых коломенско-сормовских заводов Ленин предлагал создать трест «Национальное общество», куда бы также вошли другие крупные металлургические и машиностроительные заводы и ряд угольных шахт. Мещерский представил несколько проектов создания треста, однако все они предполагали сведение к минимуму роли государства в управлении предприятиями и сохранение за собственниками большей части основного капитала. Все проекты были Лениным отвергнуты — он называл Мещерского «архижуликом». В апреле 1918 года президиум ВСНХ принял решение переговоры прекратить, а заводы национализировать. Мещерского тут же арестовали и поместили в «Бутырки».
Елена Гревс стала искать способы вызволить гражданского мужа — обращаться в различные инстанции и к влиятельным знакомым Мещерского, подавать многочисленные прошения. Вскоре у Гревс появились неизвестные, которые пообещали за крупную взятку устроить освобождение Алексея Павловича через высокопоставленных работников ВЧК. Елена Исаакиевна передала вымогателям около 34 тыс. рублей, время шло, а результата всё не было — Мещерский оставался под арестом. Осенью 1918 года в Глазовский пришёл представившийся чекистом Григорий Годелюк и предложил Гревс освободить Мещерского за 650 тысяч рублей, пригрозив, что иначе того расстреляют. Гревс обратилась к известному московскому адвокату Якулову, а тот, в свою очередь — к своему знакомому, председателю следственной комиссии Московского ревтрибунала Цивцивадзе. Особняк Мещерского оцепили, а в одной из комнат устроили засаду — за ширмой прятался сам Цивцивадзе и стенографистка. В обусловленный день ничего не подозревавший Годелюк явился к Гревс, получил от неё аванс в 12 тыс. рублей и рассказал, что делом Мещерского займётся председатель контрольно-ревизионной комиссии при ВЧК Фёдор Косырев. На следующий день, 8 октября 1918 года, Годелюка и Косырева арестовали, а Мещерского выпустили из тюрьмы. Алексей Павлович вместе с гражданской женой спешно покинул особняк в Глазовском и отправился сначала в Петроград, а затем нелегально перешёл финскую границу.
В феврале 1919 года состоялось заседание Революционного трибунала, обвинителем на котором был Крыленко, а свидетелями выступили Дзержинский и Петерс. Косырева признали «опасным для революции», «вредным для молодой социалистической республики» и приговорили к расстрелу, который тут же привели в исполнение. Дело Мещерского-Косырева стало одним из самых громких процессов первых лет советской власти. Н. В. Крыленко включил своё выступление на этом процессе в состав изданного в 1923 году сборника своих избранных речей. Александр Солженицын описал эти события в художественно-историческом исследовании «Архипелаг ГУЛАГ».
Похоронен на кладбище Сент-Женевьев-де-Буа под Парижем.

## Семья
- Первая жена  — Вера Николаевна Малама (1872—?). Из семьи екатеринославских дворян.
  - Дочь  — Наталия Алексеевна Энтель (урождённая Мещерская, 1893—1986[5]).
  - Дочь — Нина Алексеевна в замужестве Кривошеина (урождённая Мещерская, 1895—1981). Родилась в Екатеринбурге. Супруга И. А. Кривошеина. Активный член партии «младороссов». После революции ушла в Финляндию по льду Финского залива. В 1948 году возвратилась в СССР, пережила арест мужа и сына. В 1974 году снова эмигрировала в Париж, где написала воспоминания «Четыре трети нашей жизни», одну из интереснейших книг о русской эмиграции, вышедшую в серии А. И. Солженицына «Наше недавнее» (YMCA Press publishing house, 1984) и вторым изданием в серии «Всероссийская мемуарная библиотека» в 1999 году. Эти воспоминания послужили основой для фильма «Восток-Запад». Публиковалась в журналах «Вестник РСХД» и «Звезда». Скончалась в 1981 году в Париже и похоронена на кладбище Сент-Женевьев-де-Буа.
    - Внук — Никита Игоревич Кривошеин, переводчик и писатель, общественный и политический деятель русской эмиграции.
- Вторая жена — Елена Исаакиевна Гревс, урождённая Достовалова (1893—1957). Родилась в Омске, в семье купца-старовера Исаакия Авраамовича Достовалова.[6][7]. Первый её муж петербургский адвокат, позднее нотариус Валериан Эдуардович Гревс (1876—1939[8]). К Мещерскому Елена Исаакиевна переехала вместе сыном Гревса от второй жены Бобой (Павлом) и дочерью от его первой жены Асей (Александрой)[9];
- Сестра — Елизавета Павловна, урождённая Мещерская (1 сентября 1859—19 января 1928),  муж Владимир Иванович Алексеевский (1859—1926), с ним трое детей: Пётр (1888—1892), Евгений (1893—1947) и Людмила (1895—1972)[10].
- Брат — Александр Павлович Мещерский (15 (27) сентября 1861 года — 26 октября 1937 года, расстрелян), имел агрономическое образование, полученное при Петровско-Разумовской сельскохозяйственной академии. Состоял на военной службе до 1881 года. Литератор; под псевдонимами Комар и А. Долгушкин публиковался в периодических изданиях «Свет», «Новое время», «Русский вестник», «Русский труд», «Стрекоза». В 1904 году приобрёл имение Герчики в Каблуковкой волости Краснинского уезда Смоленской губернии (которым владел до 1914 года), затем имение Логи в Духовщинском уезде Смоленской губернии (по другим данным это усадьба Логи Каблуковкой волости Краснинского уезда[11]), у него сын Никита и дочери Кира и Елена (1907 — после 1987).
- Сестра — Ольга Павловна, урождённая Мещерская (9 февраля 1864—20 сентября 1952), первый муж (с 1882) Михаил Иванович Рунов (1857—1901), с ним трое детей: Алексей (1883—?), Надежда (1892—1966) и Всеволод (1891?—?); второй муж Александр Николаевич Богданов (1861—?), с ним сын Модест (1893—?)[12].